# Toucanet à ceinture bleue
Aulacorhynchus coeruleicinctis
Espèce
Statut de conservation UICN

 LC  : Préoccupation mineure
Le Toucanet à ceinture bleue (Aulacorhynchus coeruleicinctis) est une espèce d'oiseau de la famille des Ramphastidae.

## Répartition
Cet oiseau  vit dans les Andes orientales de Bolivie et du Pérou.